# Emil Bildstein
Emil Bildstein (Monaco di Baviera, 17 maggio 1931 – Mülheim an der Ruhr, 23 gennaio 2021) è stato un pallanuotista tedesco.
Ha fatto parte della Germania Ovest che ha disputato il torneo di pallanuoto ai Giochi di Helsinki 1952, e della Squadra Unificata Tedesca ai Giochi di Melbourne 1956 e di Roma 1960.